# Duits voetbalkampioenschap 1929/30
1929/30 was het 23ste Duitse voetbalkampioenschap ingericht door de DFB.
In het noorden van Duitsland vond een sensatie plaats. Hamburger SV kon zich voor het eerst sinds 1921 niet voor de eindronde plaatsen en werd pas vierde in de regionale eindronde. Hertha BSC werd eindelijk landskampioen, na vier opeenvolgende verloren finales was de vijfde finale eindelijk de goede. Het was al 22 jaar geleden dat een club uit de hoofdstad de landstitel kon binnenrijven.

## Deelnemers aan de eindronde
| Club                              | Gekwalificeerd als                                    |
| --------------------------------- | ----------------------------------------------------- |
| VfB Königsberg                    | Kampioen Noordoost-Duitsland                          |
| FC Titania Stettin                | Vicekampioen Noordoost-Duitsland                      |
| Beuthener SuSV                    | Kampioen Zuidoost-Duitsland                           |
| Vereinigte Breslauer Sportfreunde | Vicekampioen Zuidoost-Duitsland                       |
| Hertha BSC                        | Kampioen Berlijn-Brandenburg                          |
| Tennis Borussia Berlin            | Vicekampioen Berlin-Brandenburg                       |
| Dresdner SC                       | Kampioen Midden-Duitsland                             |
| VfB Leipzig                       | Vicekampioen Midden-Duitsland                         |
| Holstein Kiel                     | Kampioen Noord-Duitsland                              |
| SV Arminia Hannover               | Vicekampioen Noord-Duitsland                          |
| FC Schalke 04                     | Kampioen West-Duitsland                               |
| VfL Benrath                       | Vicekampioen West-Duitsland                           |
| SpVgg Sülz 07                     | Winnaar West-Duitse kwalificatie voor derde deelnemer |
| SG Eintracht Frankfurt            | Kampioen Zuid-Duitsland                               |
| SpVgg Fürth                       | Vicekampioen Zuid-Duitsland                           |
| 1. FC Nürnberg                    | Winnaar Zuid-Duitse kwalificatie voor derde deelnemer |

## Eindronde

### 1/8ste finale
| Datum       | Teams                | Teams | Teams                  | Uitslag   | Stadion                         |
| 18 mei 1930 | Vgt. Breslauer Spfr. | –     | 1. FC Nürnberg         | 0:7 (0:3) | Breslau, Sportpark Grüneiche    |
| 18 mei 1930 | FC Schalke 04        | –     | SV Arminia Hannover    | 6:2 (3:1) | Bochum, TuS-48-Stadion          |
| 18 mei 1930 | Eintracht Frankfurt  | –     | VfL Benrath            | 1:0 (0:0) | Frankfurt am Main, Waldstadion  |
| 18 mei 1930 | Hertha BSC           | –     | Beuthener SuSV         | 3:2 (2:2) | Berlijn, Poststadion            |
| 18 mei 1930 | SpVgg Fürth          | –     | Tennis Borussia Berlin | 4:1 (3:0) | Neurenberg, Stadion am Zabo     |
| 18 mei 1930 | Holstein Kiel        | –     | VfB Leipzig            | 4:3 (3:0) | Hamburg, Sportplatz Hoheluft    |
| 18 mei 1930 | Dresdner SC          | –     | VfB Königsberg         | 8:1 (5:0) | Halle (Saale), Platz des VfL 96 |
| 18 mei 1930 | FC Titania Stettin   | –     | SpVgg Sülz 07          | 2:4 (2:2) | Stettin, Platz des SSC          |

### Kwartfinale
| Datum       | Teams          | Teams | Teams               | Uitslag             | Stadion                       |
| 1 juni 1930 | 1. FC Nürnberg | –     | FC Schalke 04       | 6:2 (3:1)           | Fürth, Platz am Ronhofer Weg  |
| 1 juni 1930 | Holstein Kiel  | –     | Eintracht Frankfurt | 4:2 (2:0)           | Berlijn, Sportplatz Tempelhof |
| 1 juni 1930 | Dresdner SC    | –     | SpVgg Fürth         | 5:4 n.v. (3:1, 4:4) | Dresden, Ilgen-Kampfbahn      |
| 1 juni 1930 | SpVgg Sülz 07  | –     | Hertha BSC          | 1:1 n.v. (0:1, 1:1) | Keulen, Müngersdorfer Stadion |
| 9 juni 1930 | Hertha BSC     | –     | SpVgg Sülz 07       | 8:1 (4:0)           | Berlijn, Poststadion          |

### Halve finale
| Datum        | Teams         | Teams | Teams          | Uitslag   | Stadion                      |
| 15 juni 1930 | Hertha BSC    | –     | 1. FC Nürnberg | 6:3 (3:3) | Leipzig, Stadion Probstheida |
| 15 juni 1930 | Holstein Kiel | –     | Dresdner SC    | 2:0 (0:0) | Duisburg, Duisburger Stadion |

### Finale
| Datum        | Teams      | Teams | Teams         | Uitslag   | Stadion                  |
| 22 juni 1930 | Hertha BSC | –     | Holstein Kiel | 5:4 (3:3) | Düsseldorf, Rheinstadion |

De 40.000 toeschouwers in Düsseldorf kregen een spektakelmatch voorgeschoteld. Nadat Werner Widmayer en Oskar Ritter al in de 4de en 8ste minuut scoorden leek Kiel op weg naar een twee landstitel en Hertha naar een vijfde opéénvolgende verloren finale. Echter maakte Hanne Sobek in de 22ste minuut de aansluitingstreffer en vier minuten later de gelijkmaker. Drie minuten later bracht Johannes Ludwig de score opnieuw in het voordeel van Kiel, maar dat hield niet lang stand toen Brunho Lehmann de stand weer in evenwicht bracht. Na 36 minuten waren er al zes doelpunten gevallen, maar voor het volgende was het wachten tot de 68ste minuut toen Lehmann zijn tweede goal maakte. Ook Ritter maakte een tweede goal voor Kiel in de 82ste minuut en bracht de stand op 4-4. In de 87ste minuut maakte Hans Ruch het verlossende doelpunt voor de hoofdstedelingen die zo voor de eerste keer kampioen werden.

## Topschutters
|    | Speler          | Club           | Goals |
| -- | --------------- | -------------- | ----- |
| 1. | Josef Schmitt   | 1. FC Nürnberg | 7     |
| 2. | Willi Kirsei    | Hertha BSC     | 6     |
| 3. | Werner Widmayer | Holstein Kiel  | 5     |
| 4. | Andreas Franz   | SpVgg Fürth    | 4     |
| 4. | Josef Hornauer  | 1. FC Nürnberg | 4     |